# Pandémie de Covid-19 en Moldavie
La pandémie de Covid-19 en Moldavie démarre officiellement le 7 mars 2020. À la date du 17 septembre 2022, le bilan est de 11 808 morts.

## Contexte
L'immigration moldave vers l'Italie est importante. La Moldavie craignait de ne pas pouvoir prendre en charge toutes les personnes malades de retour (500 retours par jour jusqu'à la suspension des vols avec l'Italie le 9 mars 2020), et les malades locaux. Le 11 mars est annoncée la mise en quarantaine des personnes atteintes qui entreraient dans le pays.
Les écoles sont fermées et les rassemblements interdits.
Le 23 janvier 2022, il est annoncé 409 397 cas de contamination.

## Statistiques

Nombre de cas en Moldavie depuis le début de l'épidémie.

Nombre de morts en Moldavie depuis le début de l'épidémie.